# جردن بوو
جردن بوو (انگلیسی: Jordan Bove؛ زادهٔ ۱۲ دسامبر ۱۹۹۵) بازیکن فوتبال اهل بریتانیا است.
از باشگاه‌هایی که در آن بازی کرده‌است می‌توان به باشگاه فوتبال اولدهام اتلتیک، باشگاه فوتبال هاید، باشگاه فوتبال اشتون یونایتد، باشگاه فوتبال رامزبوتوم یونایتد، و باشگاه فوتبال کولوین بای اشاره کرد.